# Iseropus orientalis
Iseropus orientalis là một loài tò vò trong họ Ichneumonidae.